# Escobaria sneedii
Espèce
Statut de conservation UICN

 LC  : Préoccupation mineure
Escobaria sneedii est une plante succulente ornementale de la famille des Cactacées.

## Synonymes
- Coryphantha strobiliformis var. durispina (Quehl) L.D. Benson
- Escobaria orcuttii var. koenigii Castetter, P. Pierce & K.H. Schwer.
- Escobaria orcuttii var. macraxima Castetter, P. Pierce & K.H. Schwer.
- Coryphantha sneedii
- Escobaria leei

## Liste des sous-espèces
Selon Catalogue of Life (1 sept. 2013) :
- Escobaria sneedii subsp. orcuttii
- Escobaria sneedii subsp. sneedii Britton & Rose